# Sede do BankBoston
Sede do BankBoston je 230.[zdroj?] nejvyšší mrakodrap světa, s 35 patry měří 145 metrů. Stojí v brazilském městě São Paulo a dokončen byl v roce 2002.